# Lumiar (Nova Friburgo)

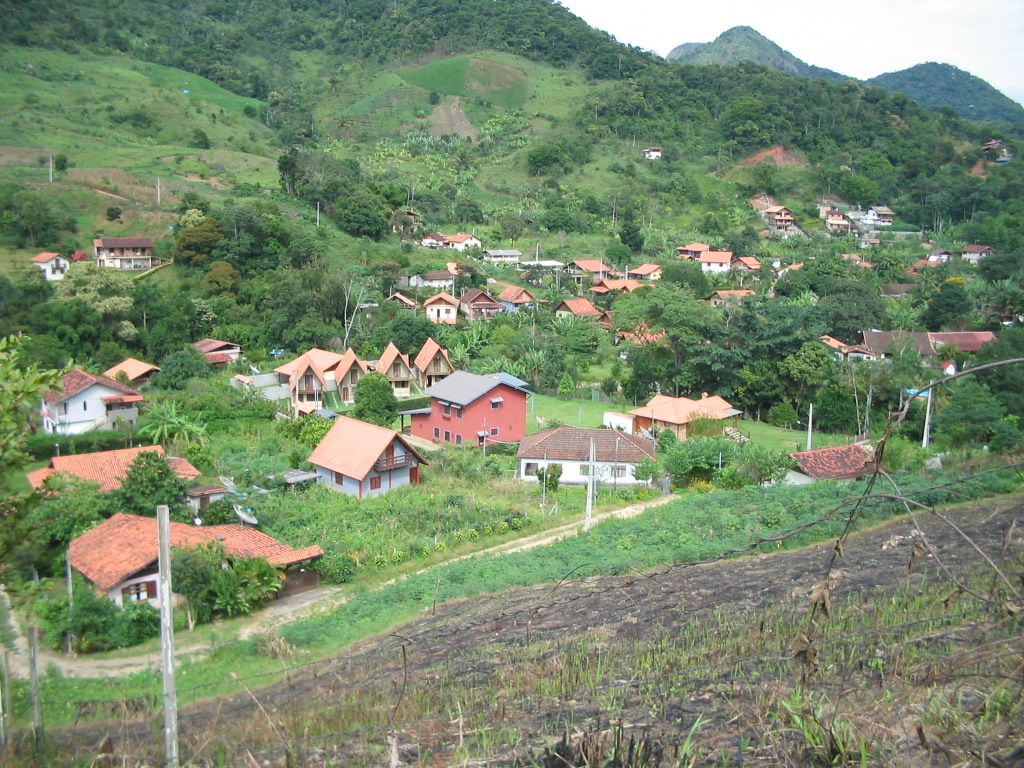
Uma das vistas de Lumiar

Lumiar é o 5° distrito de Nova Friburgo, localizado na Zona Sudeste do município, na região serrana estado do Rio de Janeiro, situando-se a 28 km da sede do município e 150 quilômetros da capital do estado.

## Na música
O distrito foi homenageado na canção Lumiar, composta por Beto Guedes e Ronaldo Bastos e que o tornou nacionalmente conhecido como destino turístico.